# Яхно Іван Васильович
Іва́н Васи́льович Яхно́ (10 вересня 1937, с. Липове, Глобинський район, Полтавська область) — педагог, краєзнавець, автор п'яти книг про село Матусів. Лауреат обласної краєзнавчої премії ім. Михайла Максимовича (2009), почесний член Національної спілки краєзнавців України (2015).

## Життєпис
Народився 10 вересня 1937 року у селі Липове. З молодого віку був привчений до фізичної праці, працюючи на заможних людей та у місцевому колгоспі під час літніх канікул. Після закінчення липівської семирічної школи, навчався у святилівській середній школі. Після здобуття середньої освіти, в 1954 році поступив до залізничного училища № 4 міста Сміла. Одержавши диплом помічника машиніста паровоза, працював кочегаром паровозного депо станції ім. Т. Г. Шевченка.
1957—1960 роки відбував військову службу в армії. Після демобілізації навчався у Черкаському педагогічному інституту. Після його закінчення, три роки працював вчителем англійської мови у с. Плужне Хмельницької області.
З 1968 року живе у селі Матусів, Шполянського району (тепер — Звенигородського). Сорок років працював вчителем англійської мови, з них  двадцять вісім (з 1969 по 1997) — очолював педколектив. Був безпосереднім учасником будівництва та облаштування нового приміщення школи. Загальний трудовий стаж становить 54 роки, педагогічний — 48 років. Має професійне звання «Вчитель-методист».
Іван Васильович — ветеран праці, є почесним членом Національної спілки краєзнавців України. Нагороджений орденом Дружби народів та медаллю Макаренка, знаком «Відмінник освіти України», лауреат обласної краєзнавчої премії ім. Михайла Максимовича. Неодноразово обирався депутатом сільської ради, членом виконкому. 
Завдяки захопленню Івана Васильовича краєзнавством та його наполегливій творчій праці, Матусів має п'ять ілюстрованих книг про село та його людей.

### Список книг

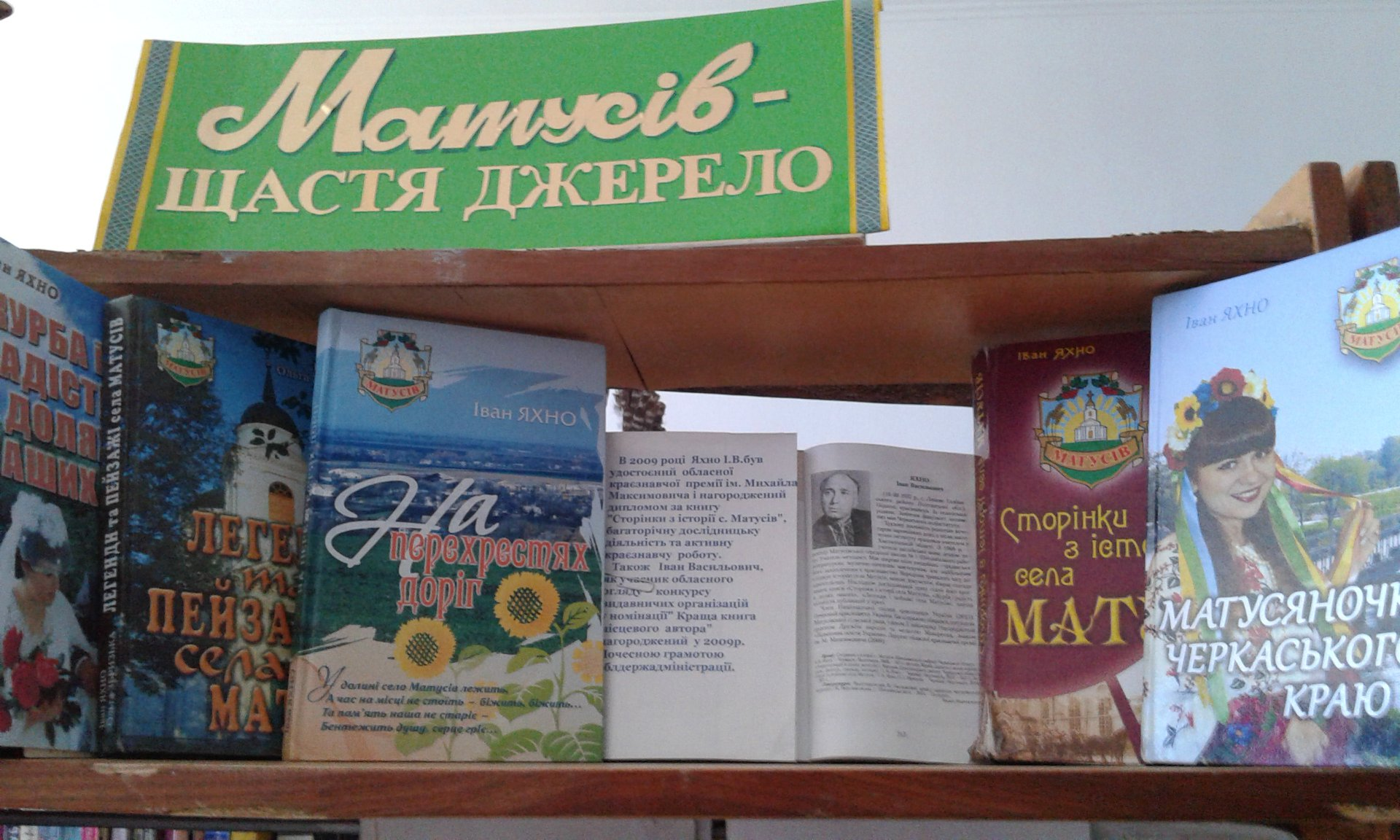

- «Сторінки з історії села Матусів» (2008)
- «Журба і радість у долях наших» (2012)
- «Легенди та пейзажі села Матусів» (написана в співавторстві з донькою Ольгою Збризькою) (2014)
- «На перехрестях долі» (2016)
- «Матусяночки Черкаського краю» (2019)